# Virgil Solis
Virgil Solis, nemški tiskar in graver, * 1514, Nürnberg, † 1. avgust 1562.